# UTC+7
UTC+7 — сьомий часовий пояс, центральним меридіаном якого є 105 сх. д. Час тут на сім годин випереджає всесвітній та на п'ять — київський.
Географічні межі поясу:
- східна — 112°30' сх. д.
- західна — 97°30' сх. д.

Відповідно, він охоплює центральну смугу Євразії — Прибайкалля, центральний Китай, Індокитай, західну частину Зондського архіпелагу.
У навігації позначається літерою G (Часова зона Гольф).

## Інші назви
Красноярський час

## Використання

### Протягом усього року
- Австралія
  -  Острів Різдва
  - Девіс (антарктична станція)
- В'єтнам
- Індонезія
  - Ачех
  - Бангка-Белітунг
  - Бантен
  - Бенгкулу
  - Джакарта
  - Джак'яварта
  - Джамбі
  - Західна Суматра
  - Західна Ява
  - Західний Калімантан
  - Лампунг
  - Острови Ріау
  - Південна Суматра
  - Північна Суматра
  - Ріау
  - Східна Ява
  - Центральна Ява
- Камбоджа
- Лаос
- Росія
  - Республіка Алтай
  - Республіка Тива
  - Республіка Хакасія
  - Алтайський край
  - Красноярський край
  - Кемеровська область
- Бангладеш
- Британська Територія в Індійському Океані
- Бутан
- Таїланд

### З переходом на літній час
- Монголія
  - Баян-Улгій
  - Увс
  - Завхан
  - Ховд
  - Говь-Алтай

### Як літній час
Зараз не використовується

## Історія використання
Додатково UTC+7 використовувався:

### Як стандартний час
- КНР
  - Гуансі-Чжуанський автономний район
  - Ганьсу
  - Сичуань
  - Цінхай
  - Чунцін
  - Шеньсі
  - Юньнань
- Росія
  - Республіка Алтай
  - Республіка Бурятія
  - Республіка Тива
  - Республіка Хакасія
  - Алтайський край
  - Красноярський край
  - Іркутська область
  - Кемеровська область
  - Новосибірська область
  - Томська область

### Як літній час
- Бангладеш
- Казахстан
  - Астана
  - Алмати
  - Акмолинська область
  - Алматинська область
  - Східноказахстанська область
  - Жамбилська область
  - Карагандинська область
  - Костанайська область
  - Кизилординська область
  - Павлодарська область
  - Південно-Казахстанська область
  - Північноказахстанська область
- Киргизстан
- Росія
  - Республіка Алтай
  - Республіка Тива
  - Республіка Хакасія
  - Алтайський край
  - Красноярський край
  - Кемеровська область
  - Новосибірська область
  - Омська область
  - Томська область
- Таджикистан
- Узбекистан
  - Ташкент
  - Андижанська область
  - Наманганська область
  - Сирдар'їнська область
  - Сурхандар'їнська область
  - Ферганська область